# Parallels Virtuozzo Containers
Parallels Virtuozzo Containers — решение для виртуализации на уровне операционной системы, продукт компании Parallels, Inc. (ранее SWsoft). Данная реализация позволяет запускать на одном физическом сервере  множество изолированных копий операционной системы, называемых Виртуальные Частные Серверы (Virtual Private Servers, VPS) или Контейнеры (Container, CT). Существуют версии Parallels Virtuozzo Containers для работы в средах Linux и Windows. Версия для Linux частично основана на открытых исходных кодах проекта OpenVZ.

## Описание
- Система была создана и ориентирована на простоту использования. В настоящее время в Parallels Virtuozzo Containers включены несколько GUI панелей, которые позволяют владельцам VPS и администраторам сервера делать множество операций. Интересна так называемая Parallels Power Panel (PPP), которая включена бесплатно и предоставляется клиентам, которые могут с её помощью делать множество действий, такие как: удалённая перезагрузка VPS (даже если сам vps не отвечает), переустановка OS (только в Linux), создание слепков системы (полный бэкап) и восстановление VPS из них, файл-менеджер VPS, полная статистика использования ресурсов, трафика, управление firewall, возможность мониторинга запущенных ресурсов, подключение к VPS по ssh (или удалённый рабочий стол для Windows) через java-апплет. Данная панель доступна на нескольких языках, в том числе русском.
- Множество доступных OS для контейнеров: Fedora, RHEL, Centos, Debian, openSUSE, Ubuntu. FreeBSD и другие *BSD дистрибутивы не поддерживаются из-за разницы в архитектуре ядра Linux и FreeBSD.
- Поддержка популярных модулей ядра для контейнеров, таких как quota, iptables, tun/tap.
- Функция миграции VPS, позволяющая перенести контейнер на другой сервер без длительного отключения.

## Другие технологии виртуализации
- OpenVZ
- Xen
- Solaris Containers
- FreeBSD Jail
- VDSmanager
- iCore Virtual Accounts